# Ordre Basilien italien de Grottaferrata
L’ordre Basilien italien de Grottaferrata (en latin : Ordo basilianus italiae, seu Cryptoferratensis) est un ordre monastique masculin de rite byzantin et de droit pontifical.

## Activités et diffusion

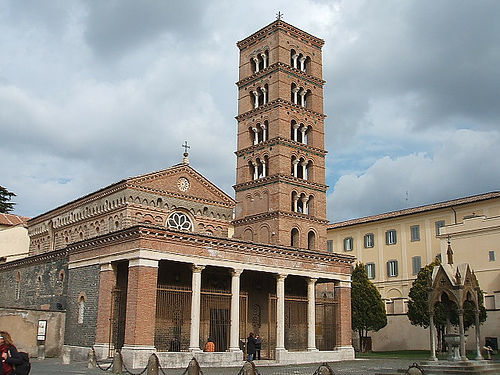
Abbaye de Sainte Marie de Grottaferrata, siège de l'ordre.

Les basiliens d'Italie ont une vie contemplative (étude, travail, prière), et sont particulièrement actifs dans le domaine des relations œcuméniques entre les églises d'occident et d'orient. En 2008, l'ordre comptait quatre établissements : l'abbaye territoriale de Sainte Marie de Grottaferrata, le collège San Basilio de Rome, l'institut du Santissimo Salvatore de Piana degli Albanesi et le monastère de Mezzojuso, avec 15 religieux dont 10 prêtres. L'archimandrite de Grottaferrata est le supérieur général de l'ordre.

## Histoire
Source

### Origines
Le monachisme italo-grec remonte à l'Italie byzantine, au début du haut Moyen Âge et à la suite de la conquête par Justinien de la péninsule italienne. Il s'est développé à la suite de l'exode en Italie de moines dits « grecs » (en fait de rite grec) dû à l'invasion perse du proche-orient byzantin et à la persécution iconoclaste du christianisme anatolien et balkanique par les empereurs d'Orient. Les communautés monacales italo-grecques avaient à l'origine un caractère essentiellement érémitique mais, avec la fin des luttes iconoclastes, ils adoptent les habitudes et les normes liturgiques du monachisme studite. Avec la conquête musulmane de la Sicile, les moines italo-grecs de Sicile (dont Élie d'Enna, Élie le Spéléote (it) ou Macaire de Collesano (it)) émigrent en Calabre et en Lucanie, à Mercurion (it) (qui prend son nom de la vallée du Mercure dans le massif du Pollino), constituant une importante éparchie qui deviendra le centre du monachisme « grec » en Italie du Sud.

### L'œuvre de Nil de Rossano
Venant de Mercurion, Nil de Rossano s'installe à Rossano après les raids sarrasins, puis obtient des Bénédictins du mont Cassin le monastère de Valleluce, puis le monastère des saints Vincent et Anastase aux trois fontaines de Rome où il reçoit la visite de l'empereur Otton III du Saint-Empire. Craignant une popularité excessive, Nil obtient de Grégoire, comte de Tusculum, la permission de fonder le monastère de Grottaferrata où il meurt en 1004. Nil de Rossano a le mérite de donner une nouvelle vigueur au monachisme italo-grec, lui permettant de devenir plus important dans la tradition italique.
Abandonnant leur caractère érémitique, ses moines deviennent d'importants instruments de culture et de civilisation au sein des populations des territoires disputés entre Lombards, Byzantins, Arabes et Normands. Le monastère de Grottaferrata étend rapidement ses possessions même en dehors du territoire du Tusculum et son abbé est à la tête d'un vaste fief : Roger Ier de Sicile lui confère le titre de baron de Rossano. Les guerres entre les Romains et les Toscans à la fin du XIIe siècle entament le processus de décadence du monastère.
En Calabre, surtout entre Stilo et Catanzaro, il y avait plus de trois cents monastères italo-byzantins, dont le monastère de Santa Maria Odigitria fondé par Barthélemy de Simeri (it), qui recueille le patrimoine spirituel de Nil de Rossano et devient une pépinière de la transmission de l'hellénisme vers l'Occident.

### Période normande
Après la conquête normande de l'Italie du Sud, les nouveaux dirigeants soupçonnent les moines italo-grecs d'être favorables aux empereurs d'Orient et confient leurs monastères aux Bénédictins, ou les affilient aux communautés de rite latin, mais continuent à les soutenir en raison du prestige de ces moines auprès des populations locales.
Roger II de Sicile charge Barthélémy de Simeri de fonder un monastère du Saint-Sauveur à Messine et, en 1131, place sous sa juridiction les higoumènes de tous les monastères basiliens de Sicile ; ce système fédératif est étendu par Guillaume II aux monastères de Calabre et de Lucanie, et le siège de l'archimandrite est établi au monastère des Saints Élie et Anastase à Carbone. Peu à peu, la tradition monastique gréco-italique décline, surtout après la séparation des Églises d'Orient et d'Occident de 1054 : les monastères ne ferment pas, mais l'un après l'autre, choisissent l'obédience de l'Église de Rome puis passent au rite latin après un temps variable.

### Refondation de l'ordre
Tous les monastères basiliens d'Italie (dont celui de Mezzojuso peuplé de moines albanais) sont réunis en un seul ordre le 1er novembre 1579 par la bulle pontificale Benedictus Dominus du pape Grégoire XIII. Les Basiliens italiens reçoivent alors la tâche de revitaliser aussi les monastères basiliens espagnols qui sont placés sous la juridiction du monastère de Grottaferrata (les derniers monastères basiliens d'Espagne disparaissent en 1855 à la suite des lois de Désamortissement espagnol du gouvernement de Baldomero Espartero).
Formés dans le rite latin, les abbés de Grottaferrata, Pierre Minniti et Joseph Del Pozzo demandent aux papes, respectivement à Clément XI en 1709 et à Benoît XIV en 1746, de supprimer le rite byzantin dans les monastères de l'ordre, mais ces demandes, impopulaires auprès des fidèles, sont rejetées et ne seront concrétisées qu'au milieu du XIXe siècle, lorsque de nombreux monastères du royaume de Naples adoptent d'eux-mêmes le rite latin. L'ordre est alors en grand déclin, culminant en 1866 avec les lois de la maison de Savoie : seul le monastère de Grottaferrata, lui aussi passé au rite latin, y reste affilié. Le décret du 12 avril 1882 y restaure le rite grec : les nouvelles constitutions religieuses des basiliens d'Italie sont approuvées pour la première fois en 1900 et, après quelques modifications apportées par la congrégation pour les Églises orientales le 6 avril 1929, les Basiliens prennent en 1920 possession du monastère de Mezzojuso, puis fondent celui de San Basile en 1932 et celui de Piana degli Albanesi en 1949.

## Source
- (it) Cet article est partiellement ou en totalité issu de l’article de Wikipédia en italien intitulé « Ordine basiliano italiano di Grottaferrata » (voir la liste des auteurs).

1. 1 2  (en) « Ordine Basiliano Italiano di Grottaferrata », sur catholic-hierarchy.org (consulté le 7 décembre 2014)